# Mīān Margh
Mīān Margh (persiska: میان مرغ) är en ort i Iran.   Den ligger i provinsen Khorasan, i den nordöstra delen av landet, 700 km öster om huvudstaden Teheran. Mīān Margh ligger 1 385 meter över havet och antalet invånare är 159.
Terrängen runt Mīān Margh är huvudsakligen kuperad, men åt sydväst är den platt. Runt Mīān Margh är det ganska glesbefolkat, med 35 invånare per kvadratkilometer. Närmaste större samhälle är Talqūr, 7,3 km nordväst om Mīān Margh. Omgivningarna runt Mīān Margh är i huvudsak ett öppet busklandskap.